# Parvan (provins)
Parvan eller Parwân er en afghansk provins, som ligger tæt på hovedstaden Kabul. Provinsen grænser op til følgende andre provinser: Baghlan, Kapisa, Kabul , Wardak og Bamiyan (med uret og regnet fra nord), og den dækker 9.399 km². Provinsen har 521.000 indbyggere (56 pr. km²), hvoraf de fleste taler dari, som er en lokal dialekt af persisk.
Landskabet er præget af Hindu Kushkæden, der strækker sig på langs gennem provinsen i retningen sydvest-nordøst og danner vandskel mellem Indus- og Oxusflodsystemerne. Bjergene er mellem 3.000 og 4.000 m høje, og vejen mellem Kandahar og Kabul passerer provinsen via Shibar passet (i 3.285 m højde). Tæt derved udspringer floden Ghorband, der mødes med Panjsher i nærheden af provinshovedstaden Charikar. Mellem bjergkæderne er der frugtbare dale, som tidligere blev kunstvandet med smeltevand fra bjergene. I mod nord og i sydvest findes der højsletter, der udnyttes til landbrug.
Klimaet er halvtørt til tørt, og floraen har været præget af bjergskove og stepper i dalene og på sletterne. Under krigene er afgrøder, frugttræer og naturlig vegetation blev afbrændt, fordi det hindrede krigsførelsen, og i 1999 blev flere end 300.000 personer tvangsforflyttet, netop som de skulle til at i gang med høsten.
Parvan har været  genstand for flere genopbygningsprojekter under FN, og den kinesiske regering er i gang med at genetablere kunstvandingssystemerne.
35°N 69°Ø / 35°N 69°Ø